# Liothyrella delsolari
Liothyrella delsolari är en armfotingsart som beskrevs av Cooper 1982. Liothyrella delsolari ingår i släktet Liothyrella och familjen Terebratulidae. Inga underarter finns listade i Catalogue of Life.